# Izaak Komnen (1093–po 1152)

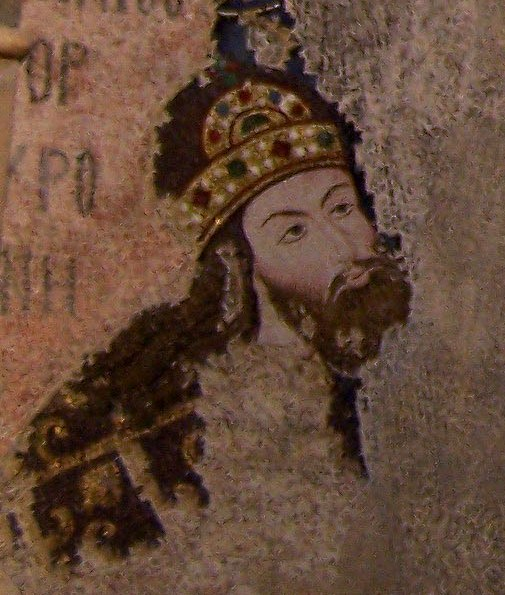
Izaak Komnen (1093-po 1152)

Izaak Komnen (ur. 16 stycznia 1093, zm. po 1152) – sebastokrator, trzeci syn cesarza bizantyjskiego Aleksego I Komnena.
W 1139 roku z powodu udziału w spisku został przez swojego brata Jana II Komnena zesłany do Heraklei Pontyjskiej. W 1143 roku po śmierci Jana II i objęciu rządów przez jego syna Manuela I Komnena, Izaak powrócił do Konstantynopola.
Izaak Komnen miał czworo dzieci:
- Jan Komnen Tzelepes
- nieznana z imienia córka
- Anna Komnena, która poślubiła Jana Arbantenosa
- Andronik I Komnen.